# П'єве-ді-Кадоре
П'єве-ді-Кадоре (італ. Pieve di Cadore, вен. Pieve de Cador) — комуна в Італії, у регіоні Венето, провінція Беллуно.
«Pieve» означає «парафіяльна церква».
Це місто є історичною столицею області Кадоре. Розташоване приблизно за 40 кілометрів на північний схід від Беллуно, піднімається на висоті 878 м поблизу горбистого мису, на правому березі річки Піави, неподалік від перехрестя між дорогами в долині потоку Бойте дель П'яве. Його функція протягом століть була пов'язана з Magnifica Comunità di Cadore, яка досі має тут свою штаб-квартиру. Головною пам'яткою є Palazzo della Magnifica Comunità («Палац чудової громади»), побудований у 1447 році.
За даними ISTAT, це чотирнадцята комуна за кількістю жителів у провінції, шістнадцята за площею та двадцять перша за щільністю населення. Місто відоме тим, що тут народився художник Тиціан.
П'єве-ді-Кадоре розташована на відстані близько 510 км на північ від Рима, 115 км на північ від Венеції, 35 км на північ від Беллуно.
Населення — 3832 особи (2014).

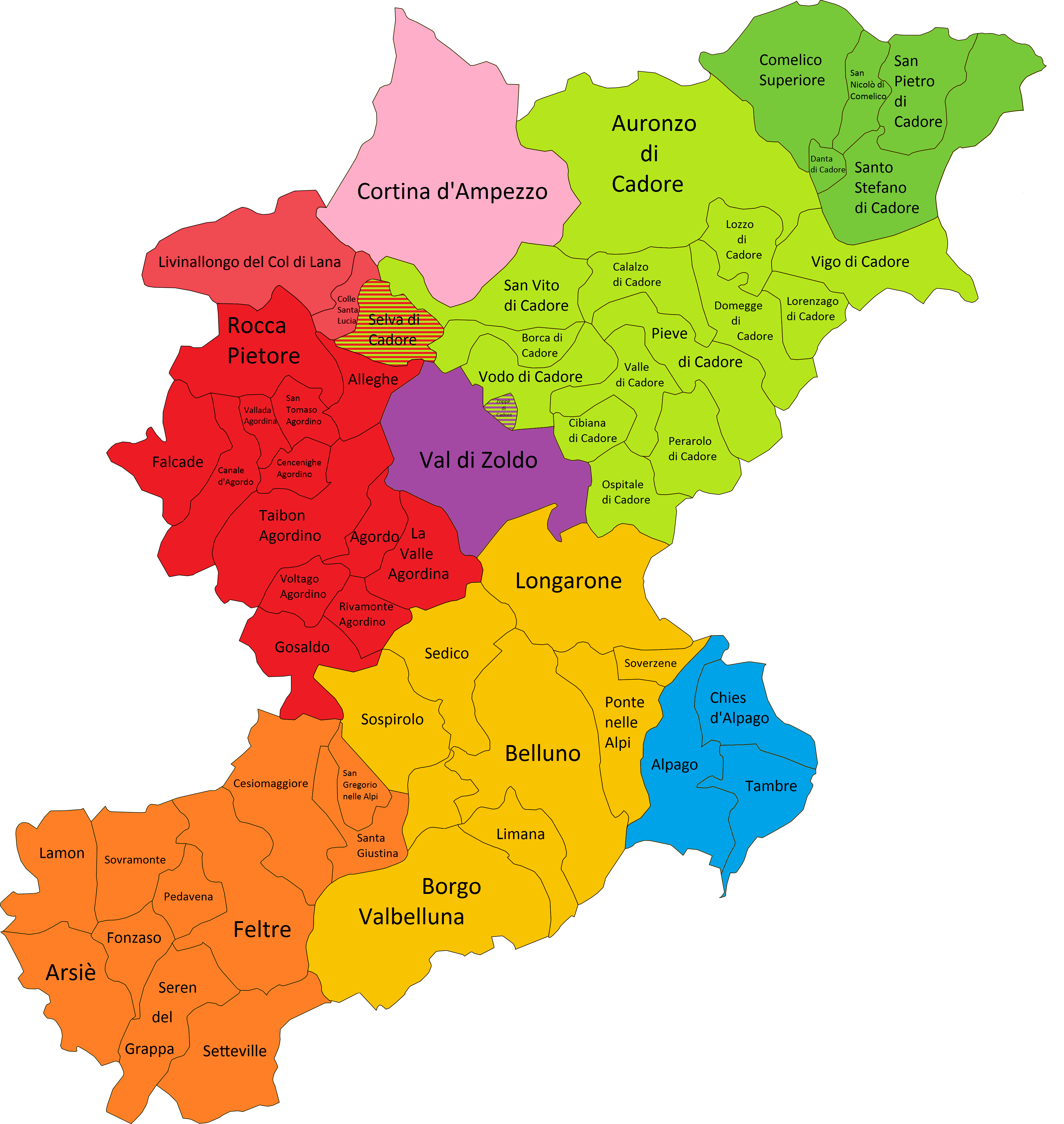
Комуна П'єве-ді-Кадоре у складі Кадоре на мапі провінції Беллуно

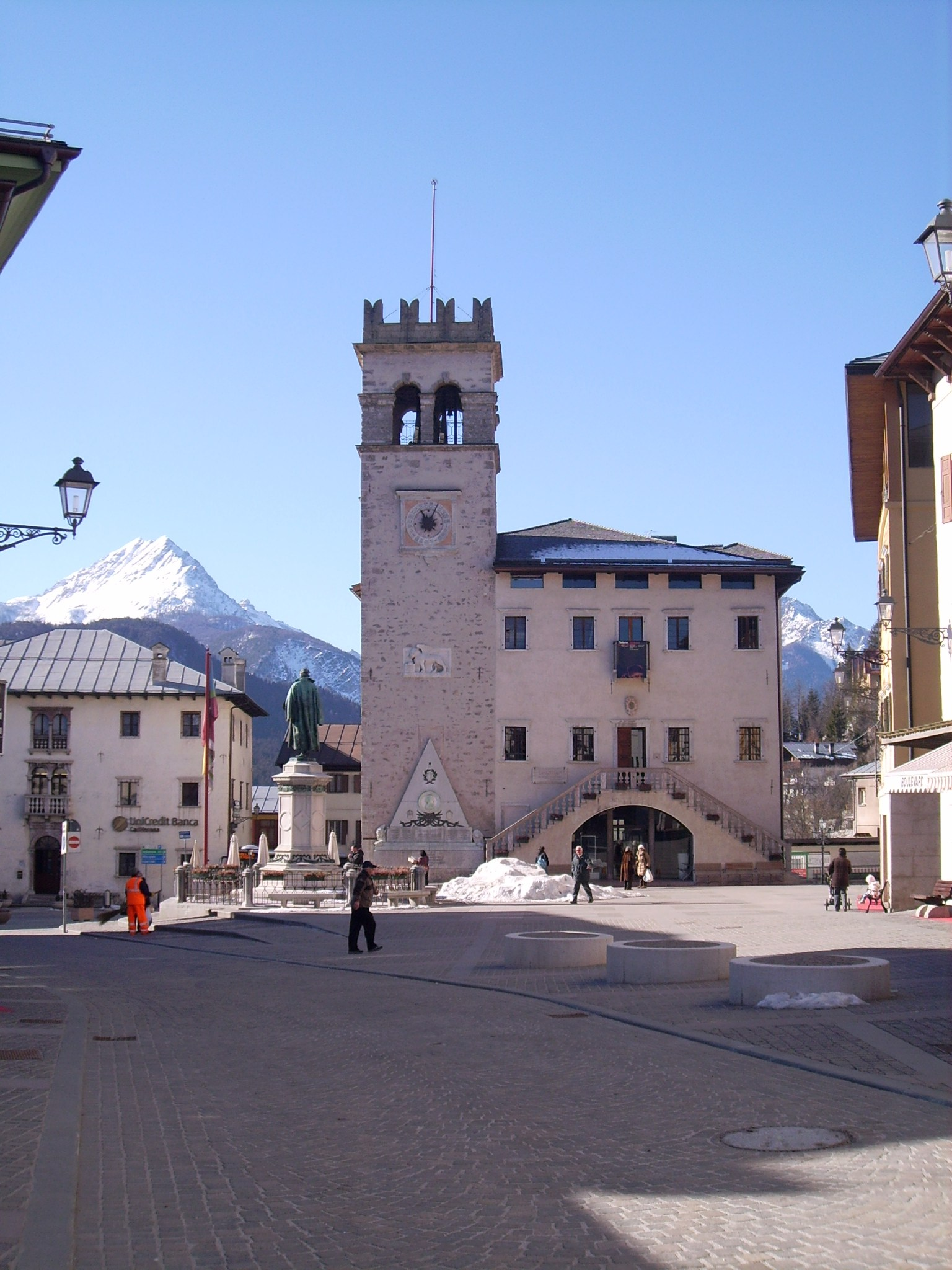
Il Palazzo della Magnifica Comunità на головній площі П'єве-ді-Кадоре

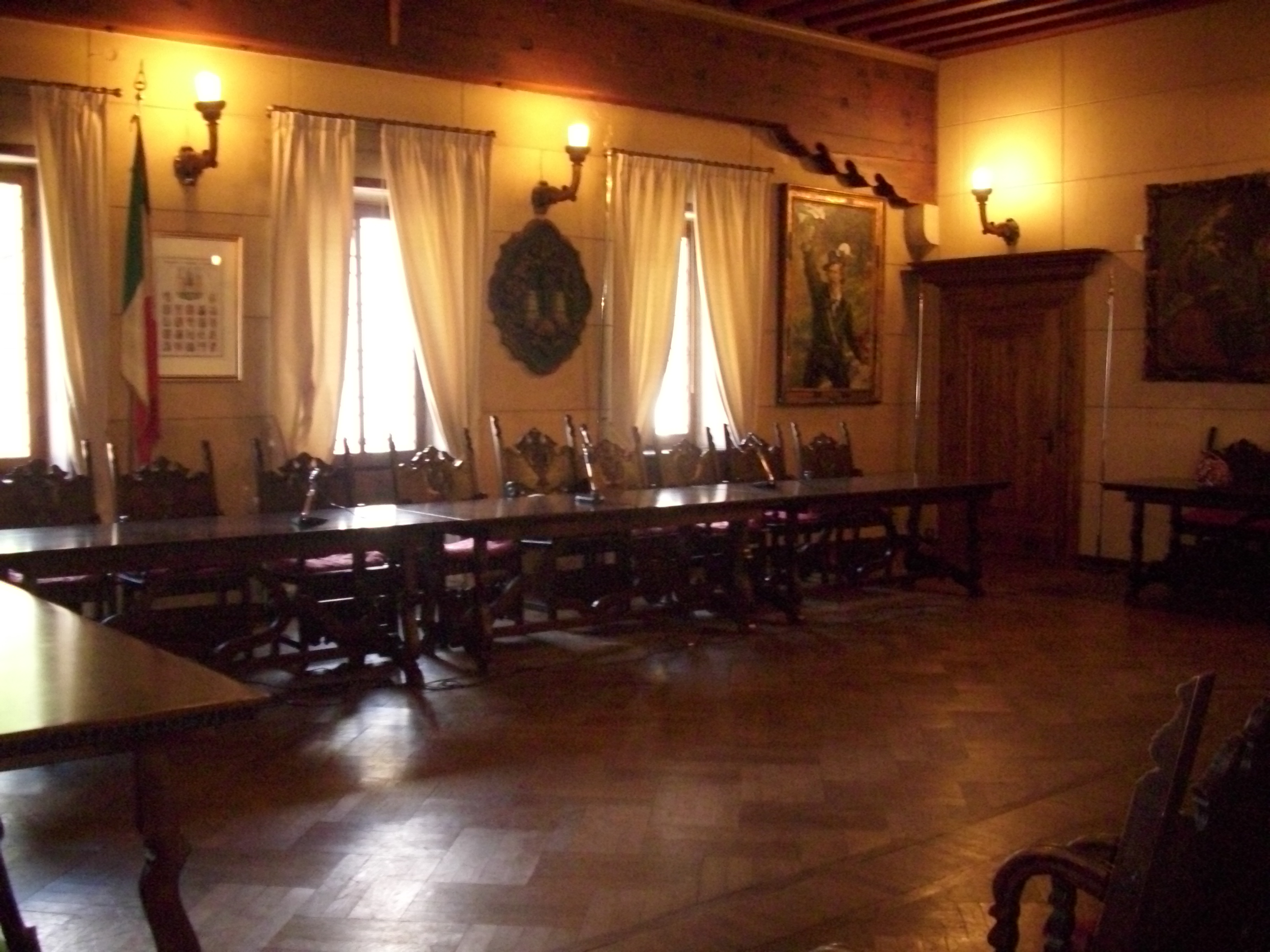
Sala Magnifica

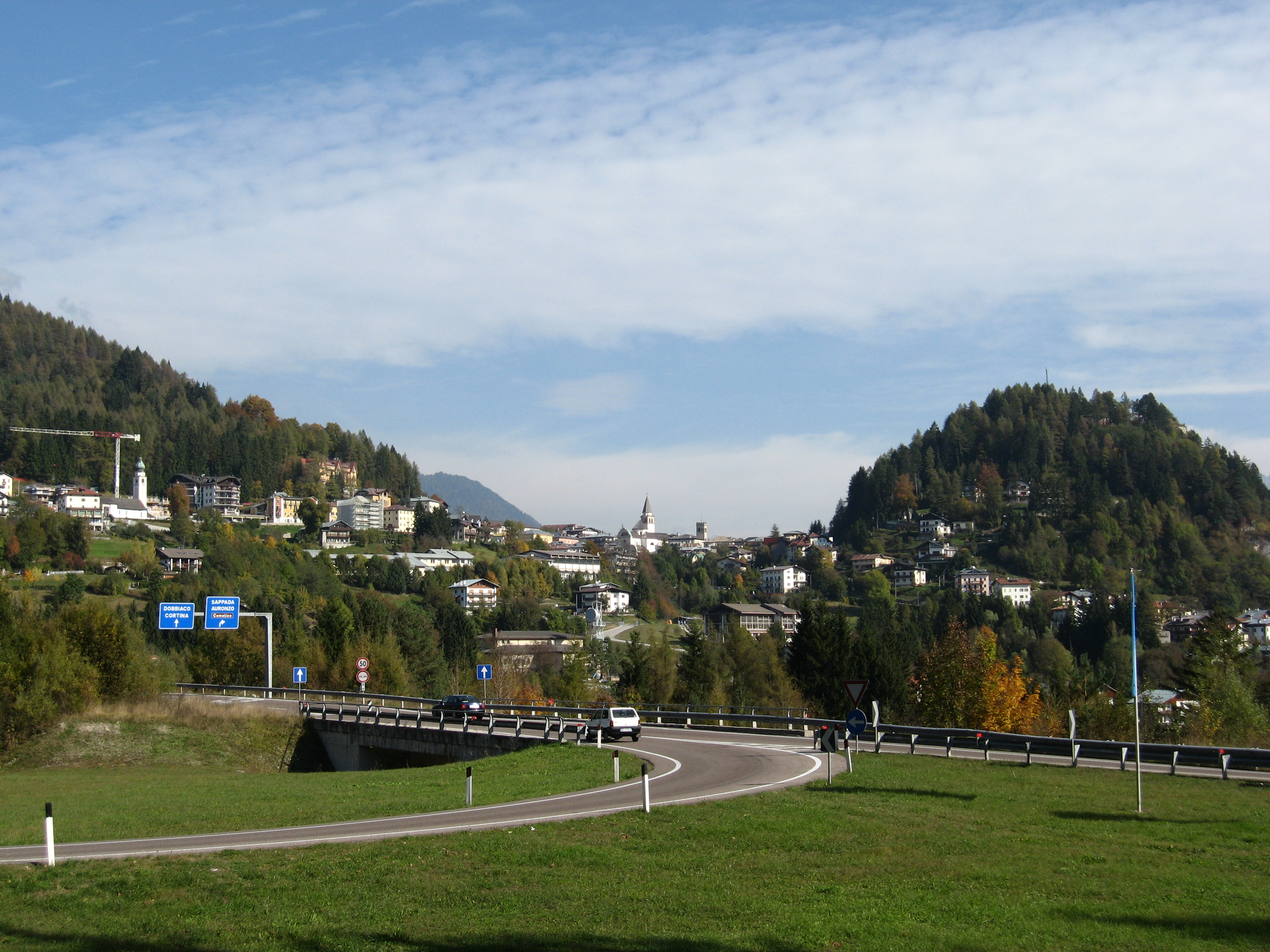
Панорама П'єве-ді-Кадоре

Щорічний фестиваль відбувається 8 вересня. Покровитель — Natività di Maria Vergine.

## Демографія
Населення за роками:

Станом на 1 січня 2023 року в муніципалітеті офіційно проживало 260 іноземців з 42 країн, серед них 35 громадян країн Євросоюзу та 55 громадян України.

## Сусідні муніципалітети
- Калальцо-ді-Кадоре
- Чимолаїс
- Домедже-ді-Кадоре
- Перароло-ді-Кадоре
- Валле-ді-Кадоре
- Водо-ді-Кадоре